# Edward Calvert
Edward Calvert (Appledore, 20 settembre 1799 – Londra, 14 luglio 1883) è stato un pittore, disegnatore e incisore inglese.

## Biografia
Figlio di un ufficiale di marina, inizialmente seguì le orme del padre dedicandosi alla carriera navale, frequentando corsi di formazione a Plymouth e presso la Royal Academy londinese.
Contemporaneamente, però sviluppò la passione per il disegno, grazie all'aiuto e agli insegnamenti ricevuti dai pittori Ambrose Johns e James Ball, già durante la sua permanenza a Plymouth.
Dopo le sue prime opere, in linea con lo stile classicheggiante in voga allora, si avvicinò alle espressioni artistiche di William Blake, di cui divenne un grande ammiratore.
Per questa sua passione, entrò a far parte del gruppo ruotante intorno a Blake denominato "The Ancients", nel quale ebbe l'occasione di incontrare Samuel Palmer verso la fine degli anni venti.
Mentre le sue prime xilografie gli garantirono l'apprezzamento degli esperti, grazie ad un'elevata precisione tecnica, le successive litografie e i dipinti eseguiti ad olio evidenziarono i suoi studi degli antichi, approfonditi nel soggiorno in Grecia del 1844, espressi col tipico distacco del gusto neoclassico, ed impreziositi grazie al sentimento mistico e fantasioso tratto dal Blake.
La produzione di Calvert, piuttosto rara, e resa pubblica dopo la sua morte, conserva ancora oggi elementi di rilevanza come gli studi sugli effetti luminosi ed il tratto fine.
Le tematiche utilizzate furono quelle mitologiche, idilliche, georgiche ed i soggetti preferiti furono esemplificati dai titoli: Ninfe, Eva, Pastori d'Arcadia, Ulisse e le Sirene.
Gran parte della sua esistenza la trascorse assieme a suo moglie Mary, nella località di Dalston, vicina a Londra.
Il British Museum conserva circa sessantacinque dei suoi disegni e circa quaranta stampe, oltre a molti dei blocchi e delle lastre da stampa.
Edward Calvert e sua moglie sono sepolti nel cimitero londinese di Abney Park.

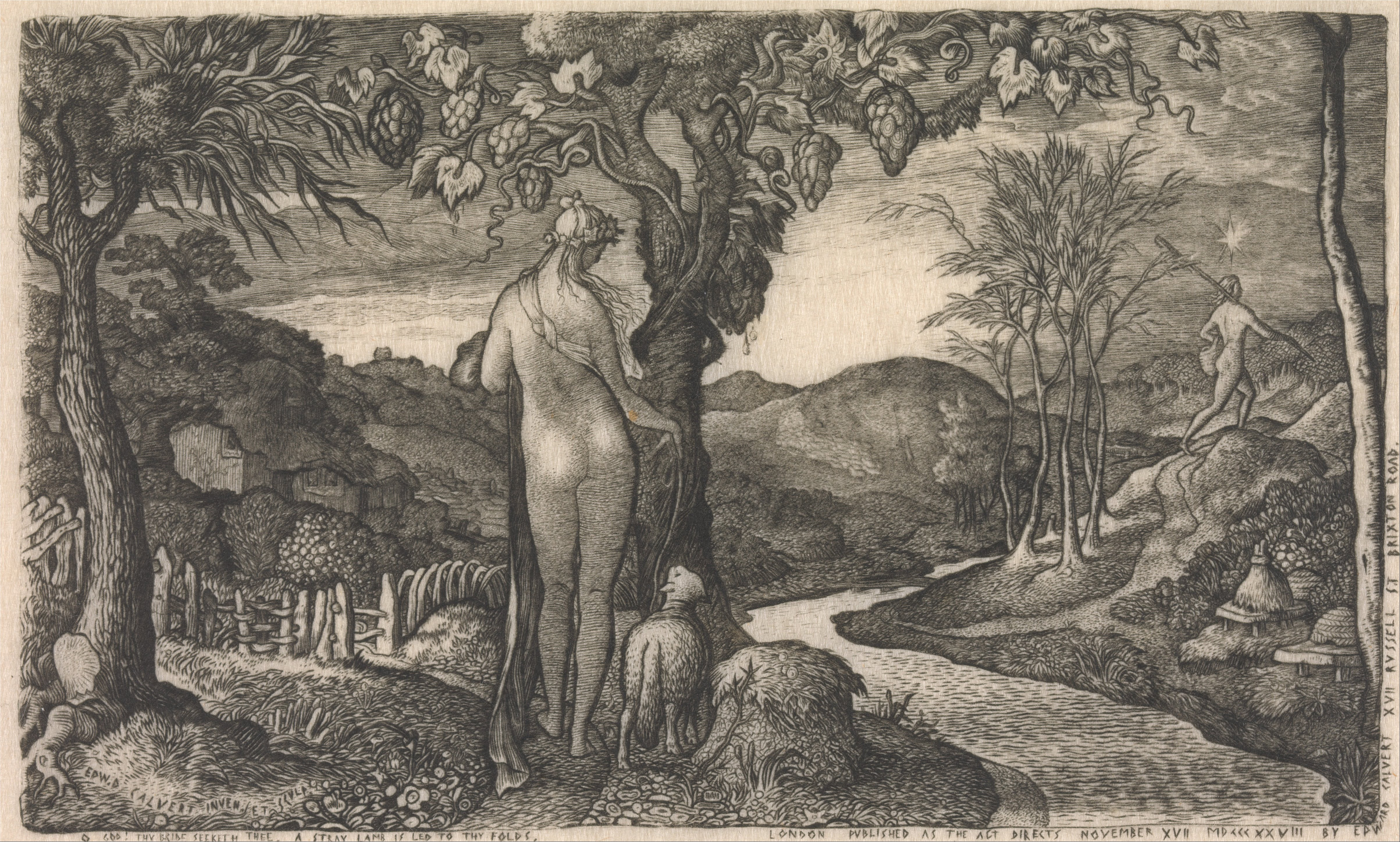
La sposa, 1828, Yale Center for British Art, New Haven
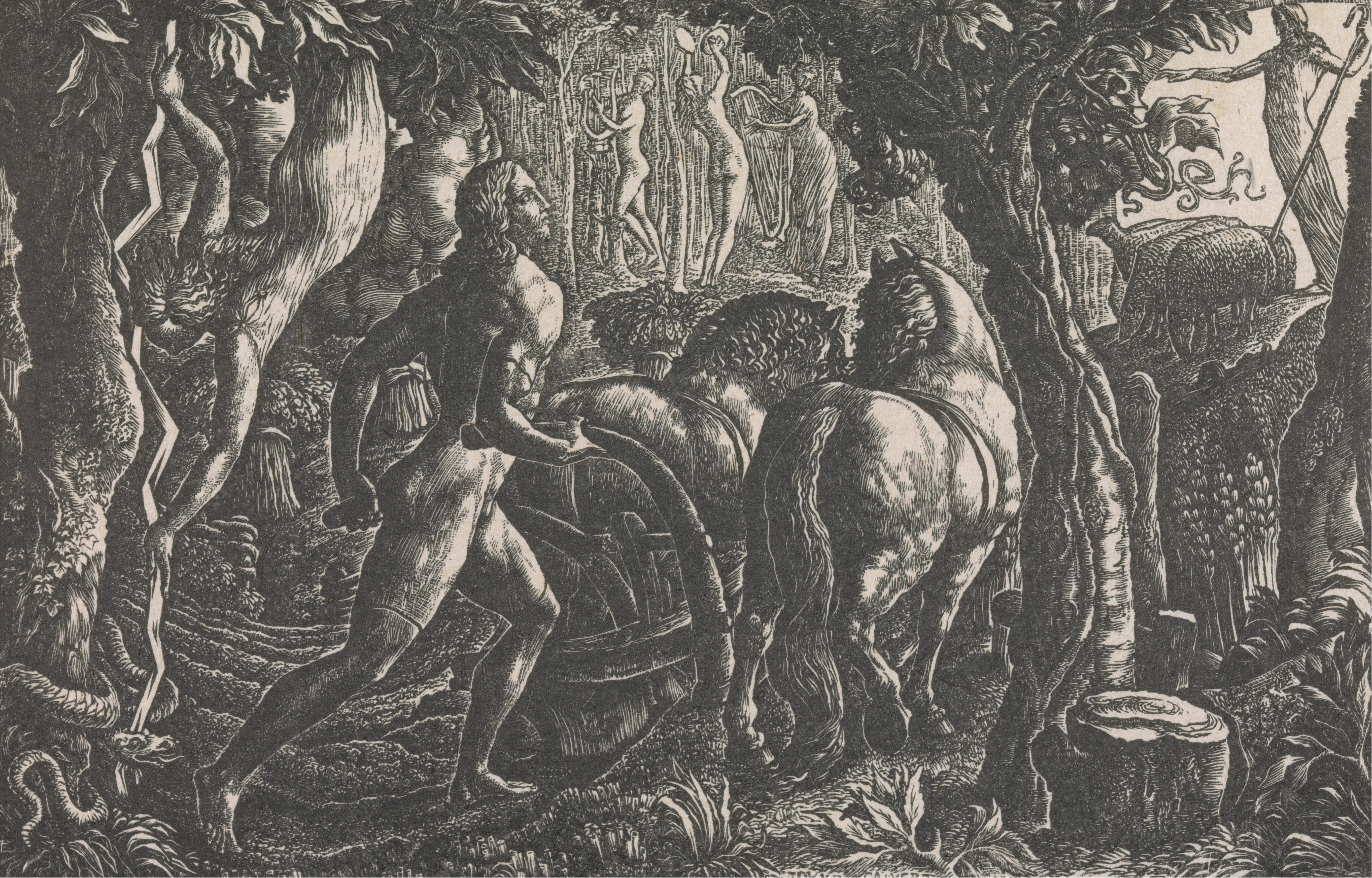
Uomo con aratro, 1827, Yale Center for British Art, New Haven
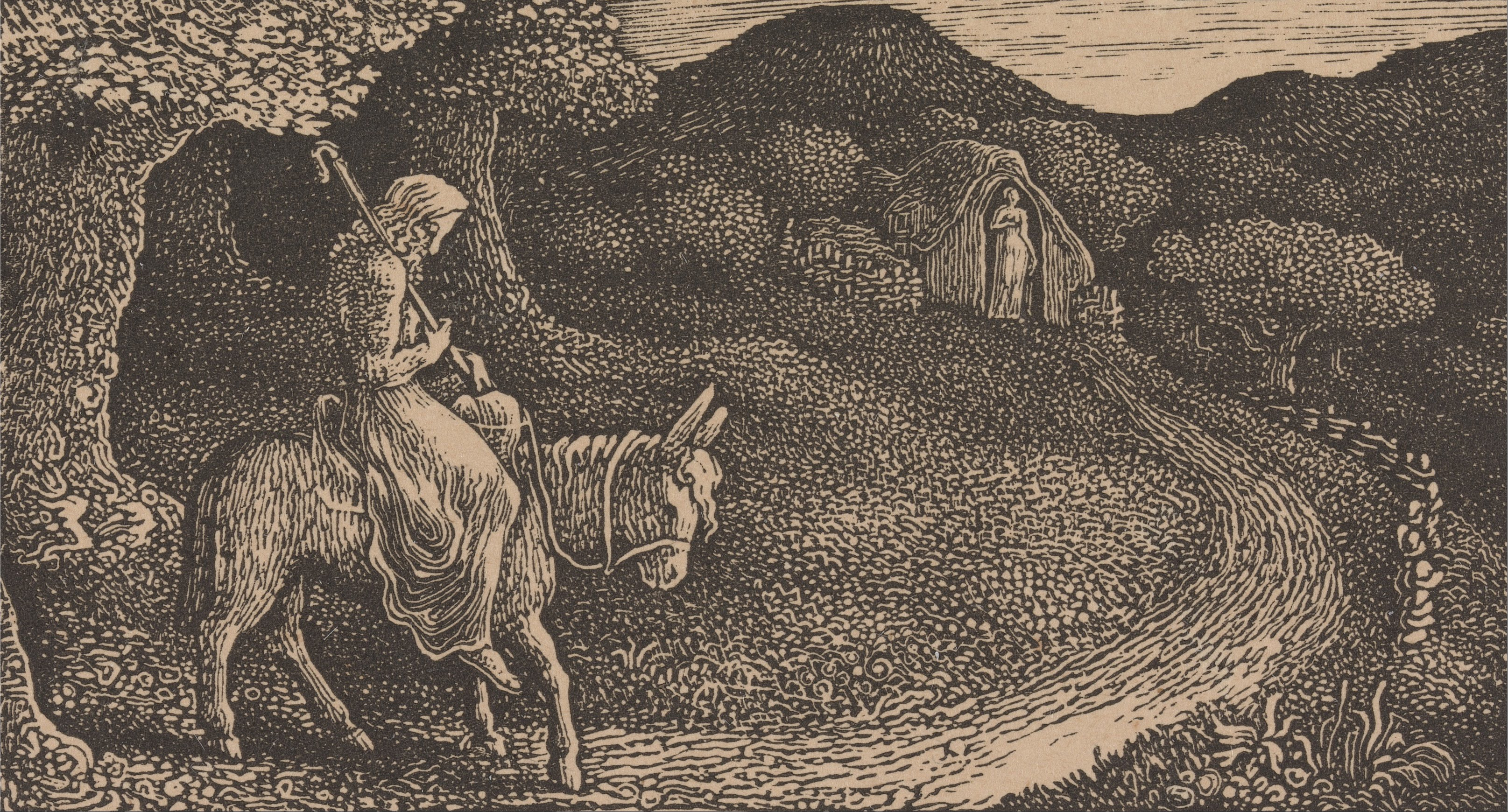
Il ritorno a casa, 1830, Yale Center for British Art, New Haven
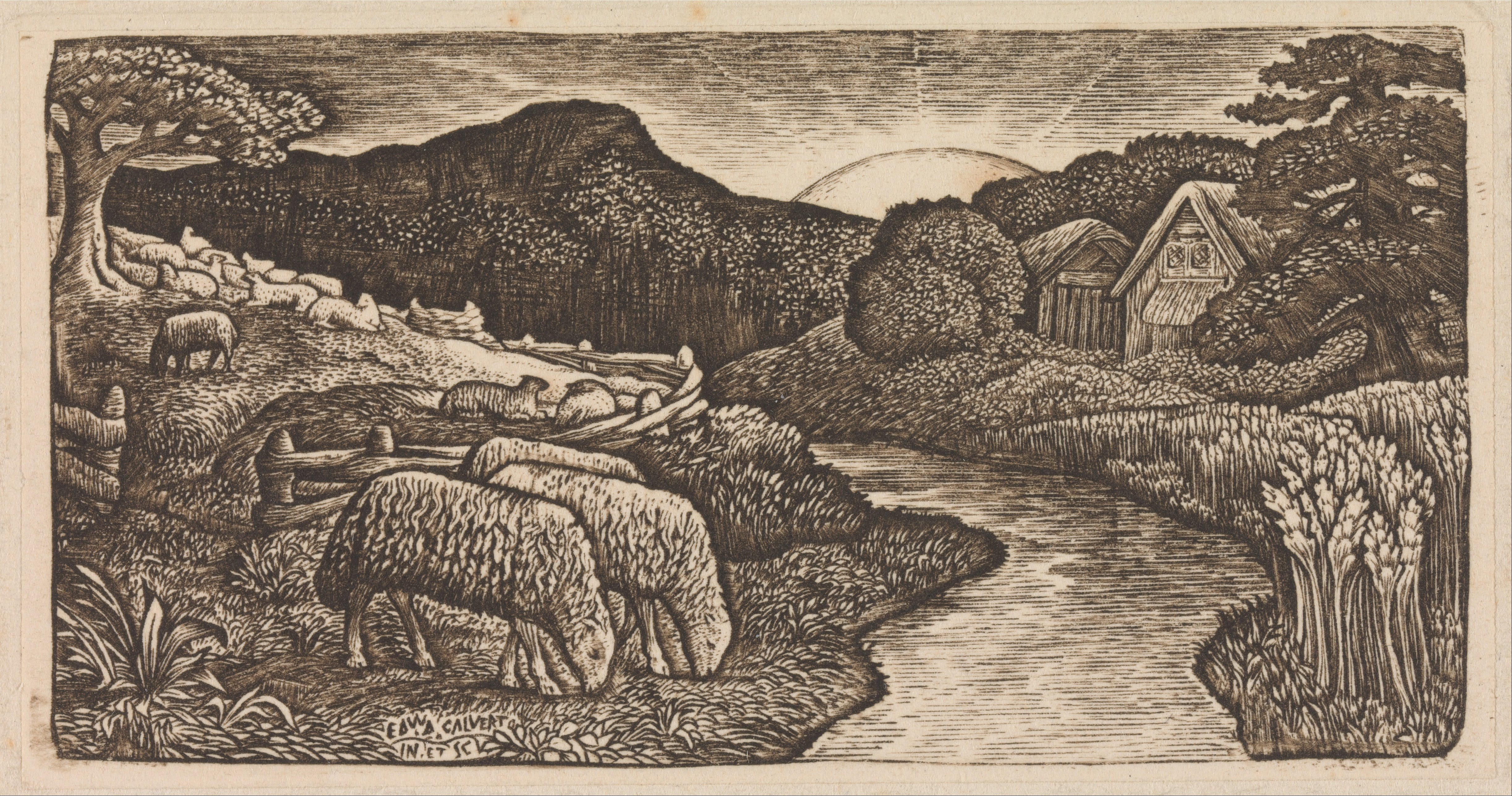
Le pecore al pascolo, 1828, Yale Center for British Art, New Haven